# Clypecaris
La clipecaride (gen. Clypecaris) è un artropode estinto di incerta collocazione sistematica. Visse nel Cambriano inferiore (circa 520 - 515 milioni di anni fa) e i suoi resti fossili sono stati ritrovati in Cina.

## Descrizione
Questo piccolo animale non doveva raggiungere i due centimetri di lunghezza. Era dotato di un grande guscio bivalve di forma ovale, di due occhi grandi posti su peduncoli e di un paio di appendici uniramate. Le due valve del carapace erano ampie e ricoprivano la metà anteriore del corpo. Il tronco era dotato di almeno 20 tergiti toraciche, dotate di arti biramati, e di tre tergiti addominali prive di arti. Le tergiti del tronco nella metà anteriore del corpo erano dotate di serie appaiate di spine lungo il dorso, connesse al tronco per mezzo di solchi tondeggianti. La parte posteriore del corpo terminava in un telson di forma quasi conica, con un paio di lobi caudali acuminati che non si sovrapponevano nella loro base prossimale. I lobi caudali erano caratterizzati da una cresta longitudinale elevata e di setae allungate lungo i margini interni. Le prime appendici uniramate che spuntavano dal carapace, nei pressi degli occhi, erano molto robusti e, almeno nella specie Clypecaris serrata, erano dotati di forti spine rivolte anteroventralmente. Questa specie era inoltre dotata di almeno quattro corte spine rivolte all'indietro poste lungo la parte anteriore del margine inferiore del carapace.

## Classificazione
I primi fossili di Clypecaris vennero ritrovati nel ben noto giacimento di Chengjiang in Cina, e vennero descritti per la prima volta nel 1999. La specie tipo è Clypecaris pteroidea. Un'altra specie, C. serrata, venne descritta nel 2016 e proviene dal Lagerstätte di Xiaoshiba, in Cina meridionale.
Clypecaris è un membro dei Deuteropoda, il grande gruppo di artropodi caratterizzati dalla completa artrodizzazione del corpo e da una regione anteriore multisegmentata. Non è chiaro quale fosse la reale posizione filogenetica di Clypecaris all'interno di questo clade, anche se sembra che i vari deuteropodi del Cambriano non costituissero un gruppo monofiletico.

## Paleoecologia
Le appendici anteriori di Clypecaris erano sicuramente utili per afferrare piccole prede, mendiante un movimento rapido e potente verso il basso, trasportando così il cibo vicino alla bocca; le seghettature marginali del carapace bivalve erano forse utili ad assicurare il cibo nei pressi della bocca, impedendo alle prede di scappare.